# Bedesbach

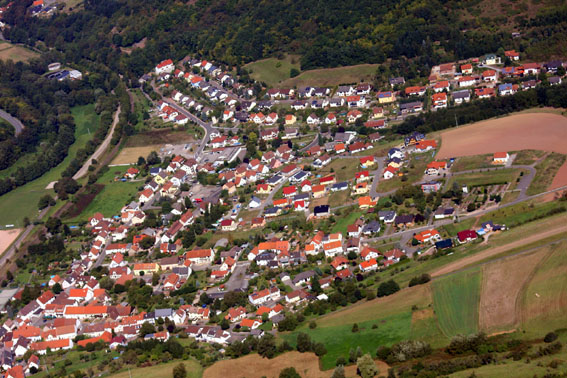
Bedesbach aus der Vogelperspektive im Jahr 2009

Bedesbach ist eine Ortsgemeinde und ein staatlich anerkannter Erholungsort im Landkreis Kusel in Rheinland-Pfalz. Bedesbach gehört der Verbandsgemeinde Kusel-Altenglan an, innerhalb derer sie gemessen an der Einwohnerzahl die sechstgrößte Ortsgemeinde darstellt.

## Geographie

### Lage
Der Ort liegt bei Kusel im Nordpfälzer Bergland sowie dessen Teilbereich Potzberg-Königsberg-Gruppe im sogenannten Musikantenland innerhalb der Westpfalz. Zu Bedesbach gehört zusätzlich der Wohnplatz Sulzbacher Hof. Nachbargemeinden sind – im Uhrzeigersinn – Ulmet, Welchweiler, Altenglan und Erdesbach.

### Erhebungen und Gewässer
Der Glan bildet die westliche Gemarkungsgrenze. Von rechts mündet in diese der 2,4 Kilometer lange Sulzbach, der in Ost-West-Richtung mitten durch das Siedlungsgebiet fließt und sich auf gesamter Länge innerhalb des Gemeindegebiets befindet. Im Südosten der Gemeinde erhebt sich der 369 Meter messende Hohenestel.

## Geschichte
Bedesbach wurde im Jahr 1364 erstmals urkundlich erwähnt. Es gehörte zur Grafschaft Veldenz und später zu Pfalz-Zweibrücken.
Von 1798 bis 1814, als die Pfalz Teil der Französischen Republik (bis 1804) und anschließend Teil des Napoleonischen Kaiserreichs war, war der Ort in den Kanton Wolfstein eingegliedert. 1815 gehörte Bedesbach zunächst zu Österreich. Nach dem Wiener Kongress wurde er ein Jahr später dem Bayern zugeschlagen. Von 1818 bis 1862 gehörte die Gemeinde weiterhin dem Kanton Wolfstein an und war Bestandteil des Landkommissariat Kusel, das anschließend in ein Bezirksamt umgewandelt wurde.
1939 wurde der Ort in den Landkreis Kusel eingegliedert. Nach dem Zweiten Weltkrieg wurde Bedesbach innerhalb der französischen Besatzungszone Teil des damals neu gebildeten Landes Rheinland-Pfalz. Im Zuge der ersten rheinland-pfälzischen Verwaltungsreform wurde die Gemeinde 1972 Bestandteil der Verbandsgemeinde Altenglan. Seit 2018 gehört der Ort zur Verbandsgemeinde Kusel-Altenglan.

## Politik

### Gemeinderat
Der Gemeinderat in Bedesbach besteht aus zwölf Ratsmitgliedern, die bei der Kommunalwahl am 9. Juni 2024 in einer Mehrheitswahl gewählt wurden, und dem ehrenamtlichen Ortsbürgermeister als Vorsitzendem.

### Bürgermeister
Kevin Groß wurde am 20. Januar 2025 Ortsbürgermeister von Bedesbach. Zuvor war Stefan Jung Amtsinhaber, er wurde am 8. Juli 2024 gewählt, schied jedoch zum 31. Oktober 2024 wieder aus dem Amt aus. Da bei der Direktwahl am 9. Juni 2024 kein Wahlvorschlag eingereicht wurde, oblag die Neuwahl des Bürgermeisters gemäß rheinland-pfälzischer Gemeindeordnung dem Rat. Dieser wählte auf seiner konstituierenden Sitzung, der traditionellen Kerwesitzung im Gasthaus Born, Stefan Jung einstimmig für fünf Jahre zum Ortsbürgermeister.
Jungs Vorgänger Peter Koch hatte das Ehrenamt 2009 übernommen und kandidierte 2024 nicht erneut als Ortsbürgermeister. Zuletzt bei der Direktwahl am 26. Mai 2019 war er mit einem Stimmenanteil von 84,32 % für weitere fünf Jahre in seinem Amt bestätigt worden. Sein Amtsvorgänger war Jürgen Hahn.

## Kultur und Sehenswürdigkeiten

### Kulturdenkmäler
Vor Ort befinden sich insgesamt zwei Objekte, die unter Denkmalschutz stehen, darunter die alte Dorfschmiede. Diese fungiert inzwischen als Museum, in dem die Original-Ausstattung gezeigt wird.

### Sonstige Bauwerke
Das ehemalige Schulhaus wurde 2002 saniert und dient als Dorfgemeinschaftshaus. Im Dachboden haben sich Fledermäuse der Art Großes Mausohr, der größten Art in Deutschland, eingenistet.

## Wirtschaft und Infrastruktur

### Wirtschaft
Im südlichen Gemeindegebiet befindet sich ein Steinbruch. Zudem befand sich in der Nähe nach dem Zweiten Weltkrieg zeitweise ein Tanklager der NATO.

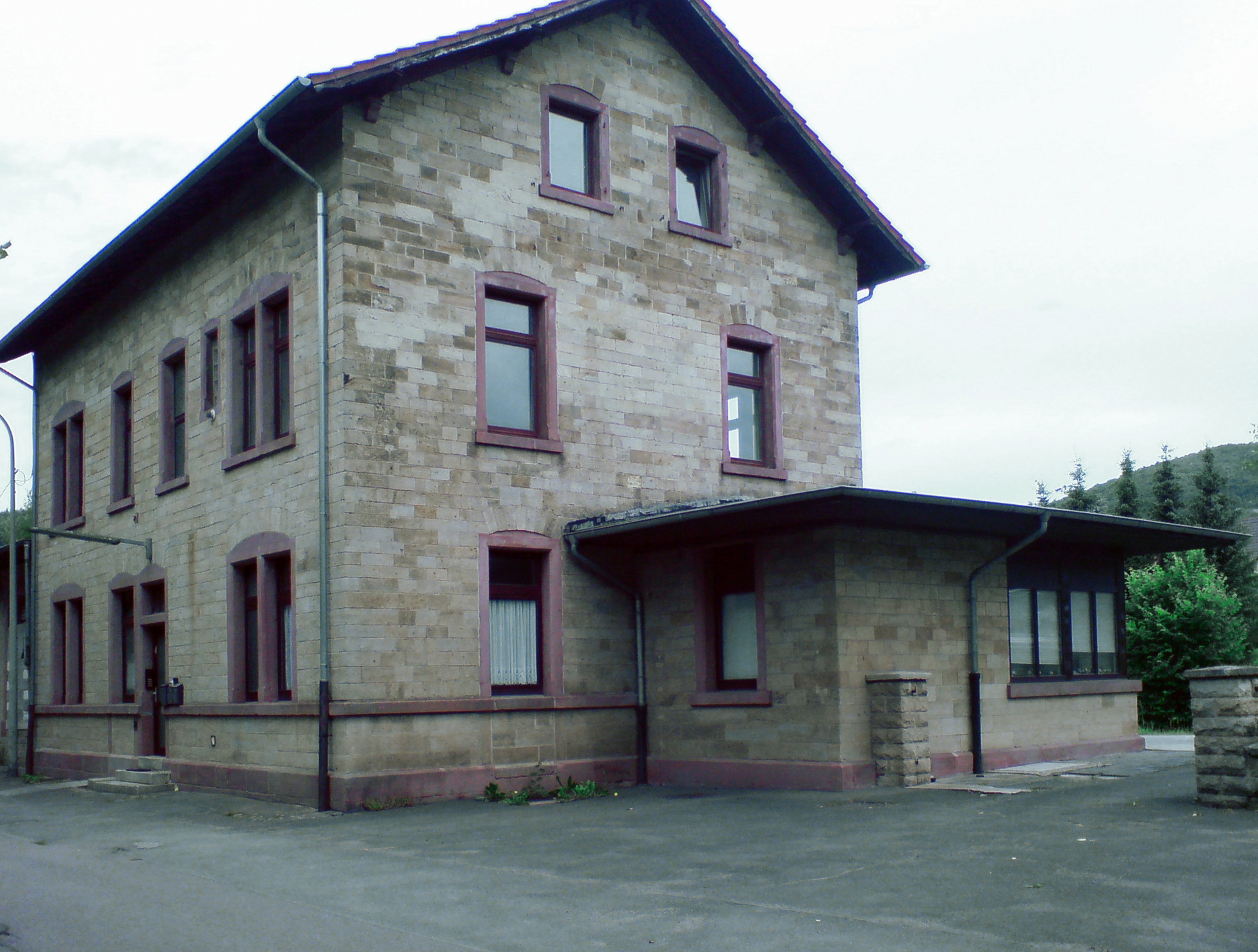
Bahnhof Bedesbach-Patersbach

### Verkehr
Der Ort liegt nahe der B 420, die durch den Nachbarort Patersbach verläuft. Von dieser zweigt die durch den die Ortsgemeinde verlaufende Kreisstraße 36 nach Welchweiler ab. Im Süden befindet sich die A 62. In Altenglan befindet sich ein Bahnhof der Bahnstrecke Landstuhl–Kusel. Bedesbach selbst besaß ab 1904 einen Bahnhof an der inzwischen stillgelegten Glantalbahn, der mittlerweile als Draisinenstation dient. Der Personenverkehr endete 1985, der Güterverkehr vier Jahre später.

### Tourismus
Durch Bedesbach verläuft der Glan-Blies-Radweg. Im Osten der Gemeindegemarkung liegt die auf 399 Meter Höhe liegende und von der Bedesbacher Ortsgruppe des Pfälzerwald-Vereins unterhaltene Hohenestel-Hütte. In deren unmittelbarer Nähe befand sich einst ein mittlerweile abhanden gekommener Aussichtsturm.

## In Bedesbach geboren
- Werner Dick (* 1936), Gewerkschaftsfunktionär und Politiker (SPD)
- Michael Seyl (* 1963), Künstler